# Les Eres
Les Eres es un despoblado del municipio español de Montferrer i Castellbò, perteneciente a la provincia de Lérida, en la comunidad autónoma de Cataluña.

## Toponimia
El nombre del lugar puede encontrarse referido con las variantes Eres y Les Eres.

## Historia
Hacia mediados del siglo XIX, el lugar, una aldea perteneciente por entonces al ayuntamiento del Valle de Castellbó, tenía contabilizada una población de 31 habitantes. Aparece descrito en el séptimo volumen del Diccionario geográfico-estadístico-histórico de España y sus posesiones de Ultramar de Pascual Madoz de la siguiente manera:

ERES: ald. en la prov. de Lérida, part. jud. y dióc. de Urgel, ayunt. del valle de Castellbó (1 leg.): sit. en una pendiente de la sierra del mismo nombre y valle espresado; combatida por los aires de E. y N., y el clima frio es saludable. Tiene 7 casas y una fuente de buena calidad para surtido de sus hab.: es aneja de la parr. de Turbias cuyo cura la sirve. El térm. está comprendido en el del citado valle de Castellbó; y el terreno es áspero y malo. prod.: trigo, legumbres y patatas: se cria ganado lanar, vacuno y de cerda. pobl.: 5 vec., 31 alm. riqueza y contr. con el ayunt. (V.)
(Madoz, 1847, p. 499)